# Cotorra de Santarém
La cotorra de Santarém (Pyrrhura amazonum) és una espècie d'ocell de la família dels psitàcids.

## Hàbitat i distribució
Habita la zona oriental i central del sur de la conca amazònica.

## Taxonomia
La població de les conques dels rius Madeira, Teles-Peres i Cristalino són vegades considerades una espècie diferent:
- Pyrrhura snethlageae - cotorra de Snethlage.[3]